# Hombre de Titanio
El Hombre de Titanio ("Chelovek-Titan") (Inglés 
Titanium-Man) es el nombre de dos personajes ficticios, supervillanos en Marvel Comics. El original Hombre de Titanio apareció por primera vez en Tales of Suspense #69 (septiembre de 1965), creado por Stan Lee y Don Heck.

## Biografía ficticia del personaje

### Boris Bullski
Boris Bullski nació en Makeyevka, RSS Ucraniana, Unión Soviética. De acuerdo con la Viuda Negra, era un miembro de la KGB cuando era joven, y fue su instructor de combate por un tiempo. Un oficial ambicioso del Partido Comunista de la Unión Soviética, Boris Bullski fue degradado después de disgustar a sus superiores.
Mientras trabajaba como administrador de un campo de trabajo siberiano, encargó a los científicos encarcelados en el campamento para construir una armadura con el laboratorio de Anton Vanko, el creador de la original armadura Dínamo Carmesí. Tratando de recuperar a favor del Partido, Bullski concibió la idea de ganar una victoria propagandística en contra del Occidente al derrotar al superhéroe americano Iron Man. Asignó a los científicos a crear un poderoso traje de titanio basado en la tecnología de Iron Man, aunque los recursos inferiores a disposición de los científicos significaba que la armadura era el doble del tamaño de Iron Man. Bullski recibió permiso para emitir su desafío y aceptó Iron Man, derrotando a Hombre de Titanio en una batalla ante de una audiencia de televisión en todo el mundo.
Sin desanimarse, Bullski se preparó para una revancha al rediseñar el traje y someterse a tratamientos médicos que aumentaron tanto su tamaño como su fuerza. Viajando a los Estados Unidos, Bullski luchó contra Iron Man en los cielos por encima de Washington D. C., pero fue derrotado. Retirándose para recuperarse por un submarino soviético, descubrió que había sido abandonado en órdenes de Moscú. Después de trabajar para el científico de media cara comunista de Vietnam (que aumentó su poder una vez más) por un tiempo, volvió al servicio del Gobierno de la Unión Soviética, y fue enviado a los Estados Unidos para recuperar el tercer Dínamo Carmesí. Encontrando el Dínamo en Cord Industries, una batalla a tres bandas entre el Hombre de Titanio, Dínamo Carmesí, y Iron Man, durante la cual Hombre de Titanio mató a Janice Cord con un haz eléctrico. Enfurecido, Iron Man derrotó a Hombre de Titanio, y lo dejó en las oscuras profundidades del río Hudson.
Después de la derrota, los dos agentes soviéticos desgraciados huyeron a un Vietnam controlado por los comunistas, donde se unieron al Hombre Radioactivo para formar los Tres Titánicos. Aunque Bullski disfrutó trabajando como agente sancionado una vez más, deseaba regresar a la Unión Soviética, e ideó un nuevo plan para ganar el favor de sus superiores. Adoptando el alias de "El Otro", envió a otro exagente soviético, el Unicornio, para destruir a Iron Man. Cuando el Unicornio falló, el Hombre de Titanio fue a destruir a Iron Man él mismo, sólo para fallar una vez más.
A pesar de sus fracasos, Bullski se mostró a favor con el gobierno soviético una vez más, y regresó a los Estados Unidos en una misión para la KGB. Al amenazar a los padres de un desertor soviético llamado Sergei, él obligó al hombre a diseñar trajes blindados de tecnología avanzada que podrían transformarse en pequeños objetos como tarjetas. Haciéndose pasar por "el Comandante", Bullski utilizó los trajes para equipar a los miembros del Frente de Liberación Verde (FLV), una organización de descontentos veteranos de la Guerra de Vietnam que se sintieron ignorados por su país. Con los trajes, la FLV robó un banco de Nueva York y el Banco de la Reserva Federal de Nueva York, aunque los miembros creían que eran, simplemente ladrones, Bullski utilizó los robos como fachada para la implantación de un virus informático que destruiría los registros financieros de América, causando el caos en la economía de los Estados Unidos. Beta Ray Bill y Sif se opuso a la FLV y el Comandante, pero cuando Sergei descubrió que sus padres estaban muertos expuso la verdadera identidad de Bullski y los enojados miembros de la FLV se convirtió en el Hombre de Titanio. Teletransportándose lejos, él se rematerializó en forma de tarjeta, que Sergei simplemente rompió y la tiró lejos.
Algún tiempo después, el nuevo Dínamo Carmesí fue enviado a los Estados Unidos por el gobierno soviético para recuperar los restos para la reintegración. La FLV descubrió la misión del Dínamo Carmesí y lo atacó, lo que le obligó a buscar ayuda por reactivar al Hombre de Titanio, que debido a la naturaleza incompleta de su montaje faltaban partes del cuerpo. Enfurecido, Bullski sacrificó los miembros de la FLV, y sólo se detuvo cuando el Dínamo le atrajo hasta el Océano Atlántico y lo devolvió a su forma de tarjeta. Bullski fue restaurado más tarde y siguió actuando como Hombre de Titanio, como miembro de los Súper Soldados Soviéticos y más tarde Remont-4, pero se sentía cada vez más abatido como la Unión Soviética se negó. Después de un ataque a una fábrica de Empresas Stark en Rusia fue creído muerto mientras luchaba contra Tony Stark, que llevaba la armadura de Dínamo Carmesí que estaba siendo controlado por el Coronel General Valentin Shatalov, un antiguo amigo de Bullski.
Algún tiempo después, durante una misión espacial para destruir un enorme asteroide que amenazaba con impactar en la Tierra, un Hombre de Titanio, dijo que se llamaba Andy Stockwell (siendo este un alias de Bullski), y que nunca había una conexión con la URSS. Sin embargo, momentos más tarde se reveló que él era en realidad un miembro de "El Martillo", una red internacional de comunistas terroristas que querían destruir a los Estados Unidos. Él estaba perdido en el espacio, pero estando relativamente cerca de la Tierra, puede haber vuelto por sus propios medios.
Ahora como mercenario, Bullski fue contratado por Tony Stark para hacer un ataque falso al congreso, y así reafirmar el punto de Tony Stark de la no necesidad del Acta de Registro de Super Humanos. Se enfrentó allí a Spider-Man e hizo una retirada luego de que Spider-Man le dañara su casco con sus garras, pero no sin antes decir un discurso planeado a una cámara en el traje Iron Spider de Spider-Man, la cual Stark usó en el Congreso en rechazo del ARS.
Más tarde, el Hombre de Titanio reapareció, esta vez en Rusia, como parte de un grupo de super-rebeldes llamados Remont 6. Fue vencido por Darkstar, pero no capturado, aparentemente.
Meses luego, el Hombre de Titanio fue visto siendo derrotado por el Protector (el extraterrestre Noh-Varr). La identidad de este Hombre de Titanio y las circunstancias de la batalla siguen siendo desconocidad, pero se puede afirmar que era Bullski, ya que estaba usando su versión de la armadura.
Durante el último esquema de Doctor Octopus, Octavius se contactó con Hombre de Titanio como uno de varios villanos para ayudarlo en sus planes después de que dos de los Seis Siniestros fueran derrotados, pero esto fue contraproducente cuando Hombre de Titanio contactó a Black Widow para advertirle sobre la corriente del villano. esquemas, definiéndose a sí mismo como un patriota ruso en lugar de un villano estadounidense, y obedeciendo el llamado de Spider-Man para reunir a otros héroes contra su enemigo. Cuando Hombre de Titanio entró en una de las instalaciones del Doctor Octopus, fue derrotado por Scorpion a pesar de sus mejores esfuerzos.

### Kondrati Topolov
El segundo Hombre de Titanio fue Kondrati Topalov, el mutante antes conocido como Gremlin, y sirvió con el grupo de superhéroes de la era soviética, los Súper Soldados Soviéticos. El Gremlin fue asesinado en combate con Iron Man durante la primera "Armor Wars" cuando el titanio en el traje superó su temperatura combustible.

### Hombre de Titanio III
La identidad del tercer hombre de titanio es objeto de cierta controversia. La primera vez que esta figura se manifestó, atacó directamente a Stark Enterprises y Iron Man, aparentemente bajo las órdenes de Stark-Fujikawa (posiblemente como mercenario). Si bien se demostró que apreciaba parafernalia soviética y recortes de periódicos con Boris Bullski, su identidad no estaba firmemente establecida.
Algún tiempo después, durante una misión espacial para destruir a un enorme asteroide que amenazaba con impactar en la Tierra, un Hombre de Titanio, que decía ser esta misma persona, declaró que se llamaba Andy Stockwell y que nunca había tenido conexión con la URSS. Sin embargo, momentos después se reveló que en realidad era miembro de "The Hammer", una red internacional de células durmientes comunistas que querían destruir a los Estados Unidos. Se perdió en el espacio, pero al estar relativamente cerca de la Tierra, puede haber regresado bajo su propio poder.

### Otros Hombre de Titanio
Se contactó y contrató a un hombre de Titanio, aparentemente a través del Hammer, para hacer un trabajo de mercenario para Tony Stark en su esfuerzo por detener el proyecto de ley sobrehumano.
Recientemente, el Hombre de Titanio reapareció, esta vez en Rusia, como miembro del grupo de súper rebeldes soviéticos deshonestos llamado Remont Six. Fue destruido por Darkstar, pero aparentemente no fue capturado.
En el mismo período, otro Hombre de Titanio fue visto como golpeado por Noh-Varr. La identidad de este Hombre de Titanio o las circunstancias de la batalla siguen sin revelarse.
Un hombre de titanio estaba entre los villanos de Iron Man reclutados por Mandarin y Zeke Stane para ayudar en un complot para derribar a Iron Man.
Durante la historia de Infinity, un hombre de titanio es uno de los villanos reclutados por Spymaster para ayudarlo a atacar a la casi indefensa Torre Stark. Hombre de Titanio ataca a Ventisca y Torbelliino cuando intentan abandonar la misión. Durante la pelea, se revela que Hombre de Titanio es el Kree Capitán At-Lass que fue enviado por Kree para robar la armadura de Iron Man.

## Poderes y habilidades
Los Hombres de Titanio usaron una armadura verde similares a la usada por Iron Man y la usada por el Dínamo Carmesí (en algún momento de su compatriota). Ni la armadura era tan sofisticado como la utilizada por Tony Stark como Iron Man, pero algunas de sus armas eran engañosamente poderosas, y la fuerza física del primer Hombre de Titanio parece haber sido mayor que la de Iron Man. También se jactó de que su armadura no estaba hecha para durar, al igual que la tecnología estadounidense, "con la obsolescencia planificada" (aunque en realidad había recibido varias mejoras significativas en sí mismo).
La armadura aumenta la fuerza física del usuario a niveles sobrehumanos, y de hecho es más fuerte que el Iron Man. También era capaz de volar a velocidades supersónicas (incluso puede llegar a velocidad de escape), dispara ráfagas de fuerza conmocionadora desde las manos, proyecta "anillos" de fuerza constrictiva, dispara un haz electromagnéticamente paralítico desde el casco, y fue resistente a la artillería convencional.
Boris Bullski, el original Hombre de Titanio, también poseía la fuerza mayor debido a los tratamientos que le dio el gobierno soviético para aumentar su fisiología, lo que le convierten en un gigante de 11 pies de altura. El Gremlin, que es un enano que rara vez se ejercita, era más débil que la mayoría de la gente, pero poseía inteligencia sobrehumana, capaz de crear dispositivos avanzados y armas, y era un ingeniero genético realizado.

## Otras versiones

### Heroes Reborn — Iron Man
Un Hombre de Titanio soviético, desarrollado por los rusos por Victor von Doom, probó el mejor de los prototipos de Iron Man. Más tarde, el mismo individuo fue mostrado, junto con el Dínamo Carmesí, como agente libre trabajando para HYDRA. Este Hombre de Titanio era físicamente similar a la versión original de la versión principal. Más tarde es asesinado por Doombots junto con Crimson Dynamo y Caballero Negro.

### Civil War: House of M
En la realidad de House of M, el segundo Hombre de Titanio fue visto como un miembro de los Súper Soldados Soviéticos.

### Ultimate Marvel
La versión Ultimate Marvel de Hombre de Titanio es Howard Stark Sr. cuando el personaje apareció en Ultimate Comics: Armor Wars, aunque partes de él se parecían también a Iron Monger.
Otro Hombre de Titanio aparece en las páginas de Ultimate Comics: Ultimates # 18. Jake Miller fue empleado del Complejo Energético Crystal Lake. Durante el ataque de Hydra a los Estados Unidos (en la historia de "Divided We Fall"), se ofreció como voluntario para ingresar a la planta nuclear desatendida con el fin de tomar el control y prevenir una catástrofe, pero su familia fue asesinada por soldados de Hydra mientras estaba lejos. En su desesperación, Miller construyó una armadura de titanio con tecnología pirata basada en Quark y condujo a la planta nuclear para explotarla como venganza del país. Fue detenido por los Ultimates, quienes lo convencieron de rendirse.

## En otros medios

### Televisión
- Hombre de Titanio apareció en la porción de Iron Man de The Marvel Super heroes con la voz de Ed McNamara.
- Hombre de Titanio apareció en la serie animada Iron Man con la voz de Gerard Maguire. En el primer episodio de la serie, él es mostrado como un secuaz poderoso del Mandarín y una creación de M.O.D.O.K.. Hombre de Titanio no tiene más apariciones en la primera temporada. En un capítulo de la segunda temporada, Hombre de Titanio hace una alianza con Dark Aegis, pero al final ayuda a Iron Man y Máquina de Guerra, sacrificándose para detener a Dark Aegis.
- Hombre de Titanio aparece por primera vez en el episodio "Titanium Vs. Iron" de Iron Man: Armored Adventures, segunda temporada. Esta versión de la armadura Hombre de Titanio es operada por una versión de 21 años de Justin Hammer.[20]
- Hombre de Titanio fue mencionado en el episodio de The Super Hero Squad Show Tales of Suspense.

### Videojuegos
- Hombre de Titanio está en el videojuego basado en la película de Iron Man de 2008 con la voz de Dimitri Diatchenko. En el juego, el Hombre de Titanio es Boris Bullski, y es un agente trabajando para AIM. Su traje, presumiblemente sbasado en los diseños de la armadura original de Iron Man que fueron suministrados a AIM por Obadiah Stane - tiene una batería a bordo cargada limitada por radiación de alta intensidad. Es visto por primera vez en la planta de energía nuclear, trabajando junto a mercenarios para obtener una fuente de energía para AIM, cuando Iron Man llega y lo detiene. En la versión de Wii, Hombre de Titanio y los soldados de AIM después lanzan un ataque contra el recinto de Industrias Stark para tratar de tomar el traje de Stark de Iron Man, pero Iron Man lo derrota y todas sus fuerzas de AIM. En la versión de PSP, la armadura del Hombre de Titanio también puede ser desbloqueado como un traje alternativo para Iron Man. Aunque se supone que es Hombre de Titanio, parece poco más como un traje del Guardia.
- El tercer Hombre de Titanio aparece como un jefe en Marvel: Ultimate Alliance 2. Él organiza el ataque terrorista en Washington D. C.[21] y ha capturado a algunos senadores y los lleva en el metro. Los héroes capturan al Hombre de Titanio que se escapa sin los senadores. Ellos atrapan al Hombre de Titanio en el Monumento a Lincoln y lo derrotan. Después de ser derrotado, Hombre de Titanio declara que los héroes siguen perdidos.

### Juguetes
- Hombre de Titanio, basado en su aparición animada, fue parte de la línea de juguetes Toy Biz Iron Man.
- Hombre de Titanio, basado en su diseño del videojuego, aparece en la línea de juguetes de la película Iron Man.
- Una foto de una versión todavía no lanzada salió durante la puesta en marcha del stand de Hasbro en CCSD de 2009.
- El diseño Mark 2 del Hombre de Titanio fue usado en la línea de juguetes para Iron Man 2.